# 加賀河合駅
加賀河合駅（かがかわいえき）は、石川県石川郡鳥越村河合（現・白山市河合町）にかつてあった北陸鉄道金名線の駅（廃駅）である。

## 歴史
- 1926年（大正15年）2月1日：金名鉄道の白山下 - 加賀広瀬（後の広瀬）間開通に伴い開業。開業時の当駅の所在地点は加賀一の宮起点6.0 km。2つの集落間で駅誘致の運動があったことにより、この2集落の中間あたりに位置していた[1]。
- 1941年（昭和16年）：変更届（提出日、同年3月29日）により、加賀一の宮寄りに約200 m移転。この4年前（1937年）に大日川駅が開業したことによるもの[1]。
- 1943年（昭和18年）10月13日：北陸鉄道への合併により同社金名線の駅となる。
- 1984年（昭和59年）12月12日：手取川橋梁が危険な状態となったことにより、加賀一の宮 - 白山下間の金名線全線が休止、それにより当駅も休止。
- 1987年（昭和62年）4月29日：金名線は営業再開することなく全線廃止、それにより廃駅。

## 駅構造
1面1線のホームを有する地上駅であった。

## 利用状況
1984年（昭和59年）当時の乗降客数は、一日平均31人であった。

## 隣の駅
北陸鉄道
金名線
服部駅 - 加賀河合駅 - 大日川駅